# Douglas XB-42 Mixmaster
Il Douglas XB-42 Mixmaster era un monoplano, bimotore dalla inconsueta configurazione con elica controrotante spingente disposta all'estremità di coda. Venne realizzato dall'azienda statunitense Douglas intorno alla metà degli anni quaranta; rimase allo stadio di prototipo.

## Storia del progetto
Il progetto del Mixmaster nacque nel giugno del 1943 quando la Douglas Aircraft Company stipulò un contratto con la United States Army Air Forces per la realizzazione di un bombardiere medio. Inizialmente classificato come assaltatore, il nuovo velivolo venne identificato con la sigla XA-42.

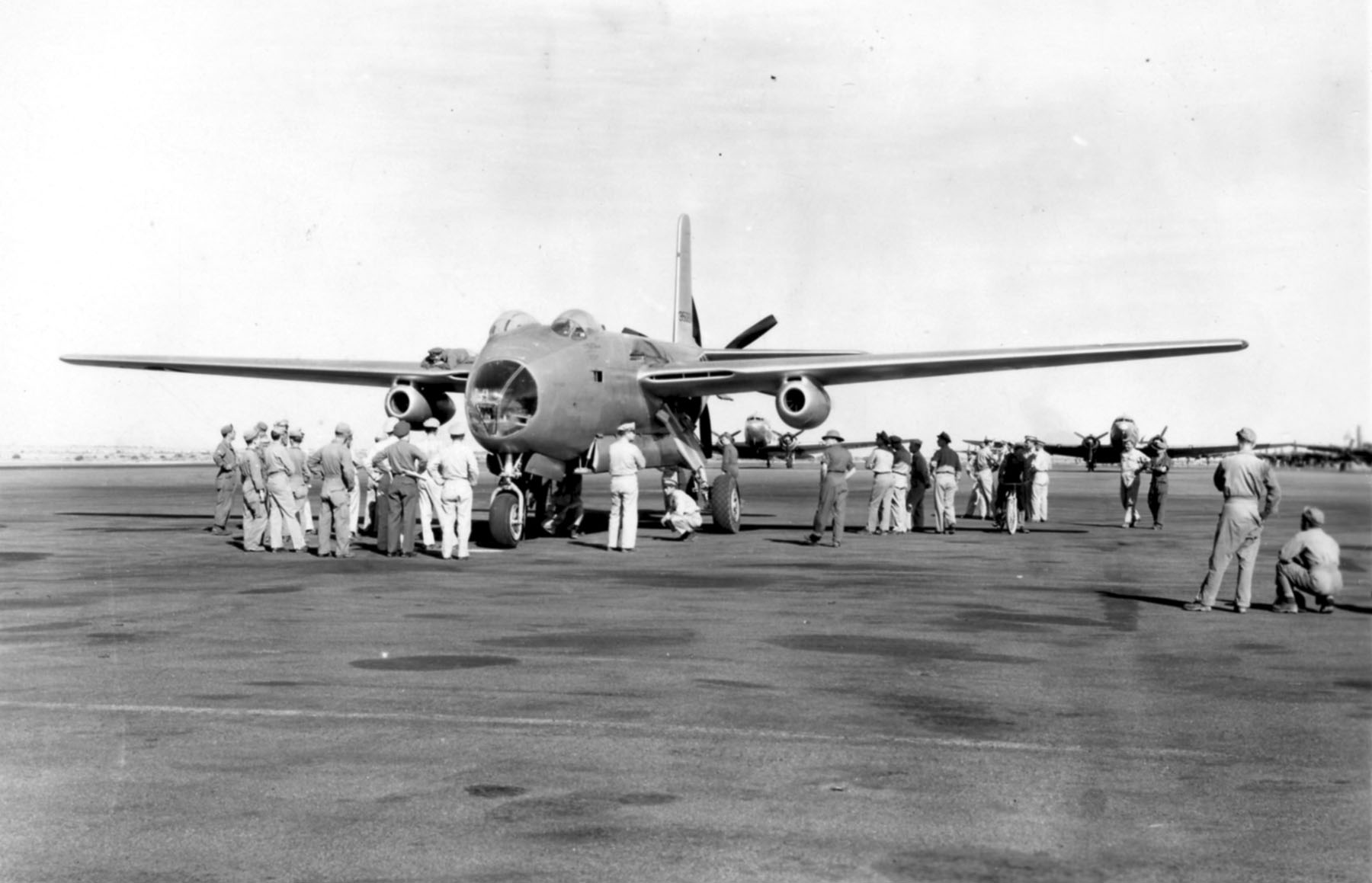
Vista frontale dell'XB-42A

La designazione venne definitivamente mutata in XB-42 (ad identificare il ruolo classico di bombardiere) prima del primo volo del prototipo, che ebbe luogo il 6 maggio del 1944.
Le prestazioni del velivolo risultarono al di sopra delle aspettative ed il progetto proseguì con la realizzazione di un secondo prototipo che venne portato in volo il 1º agosto del 1944. Nel dicembre del 1945, quando l'USAAF aveva già deciso di non dare corso alla produzione in serie dell'XB-42, il secondo prototipo stabilì un record volando tra Long Beach e Washington alla velocità media di 430 mph (692 km/h). Pochi giorni dopo questo esemplare andò tuttavia perso in un incidente.
L'esemplare superstite subì una consistente modifica mediante l'installazione, a titolo sperimentale, di due motori a getto in gondole subalari e venne pertanto ridesignato XB-42A; portò successivamente a termine un vasto programma di prove che si concluse nel giugno del 1949.
Dalle esperienze maturate con il Mixmaster venne sviluppato il successivo XB-43 Jetmaster dotato dei soli turbogetti.

## Tecnica

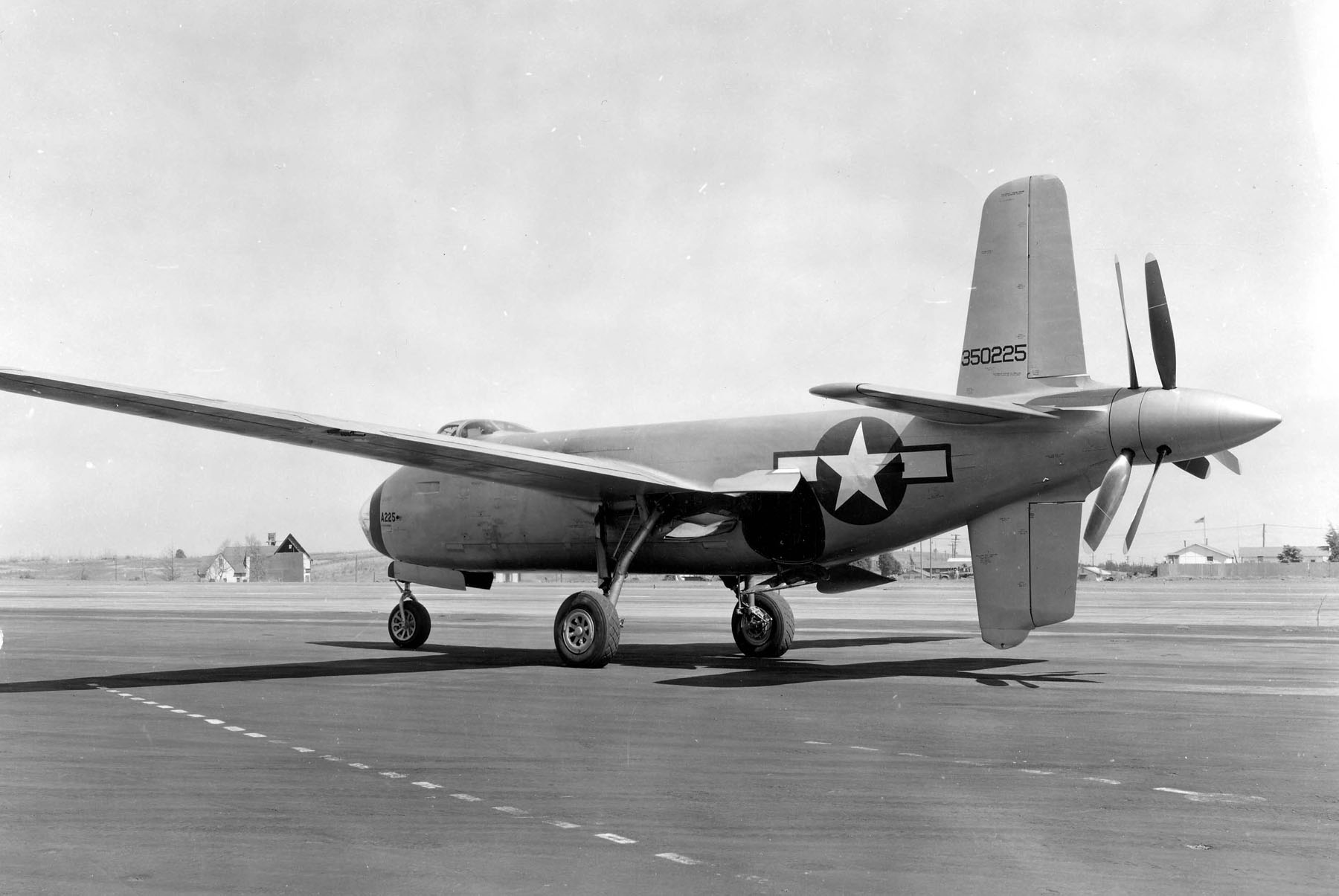
Vista posteriore dove si notano chiaramente l'impennaggio cruciforme e le due eliche controrotanti.

Il Mixmaster era un monoplano ad ala media, propulso da due motori V-12 Allison V-1710-125 raffreddati a liquido. Caratteristica peculiare era rappresentata dalla configurazione spingente delle eliche: si trattava di due eliche tripala controrotanti, disposte nel cono di coda (posteriormente agli impennaggi), azionate tramite un albero di trasmissione ed un riduttore.
Un'altra particolarità del velivolo era rappresentata dalla disposizione della cabina di pilotaggio: pilota e copilota, pur seduti affiancati, erano alloggiati sotto due distinti cupolini. Il navigatore/bombardiere era alloggiato all'estremità vetrata della fusoliera.
Gli impennaggi erano di tipo cruciforme ed il carrello d'atterraggio, di tipo triciclo anteriore, prevedeva che gli elementi posteriori si ritraessero in alloggiamenti ricavati nei lati della fusoliera.
L'armamento offensivo era costituito da 8 000 lb di bombe (pari a 3 629 kg) alloggiate in un vano ricavato nel tronco della fusoliera.
Per la difesa del velivolo erano previste due torrette alari telecomandate armate ciascuna con due mitragliatrici calibro 0,5 pollici (12,7 mm). Altre fonti indicano la presenza di altre due armi dello stesso tipo disposte in postazione fissa ai lati del muso e sparanti nella direzione di marcia.

## Versioni

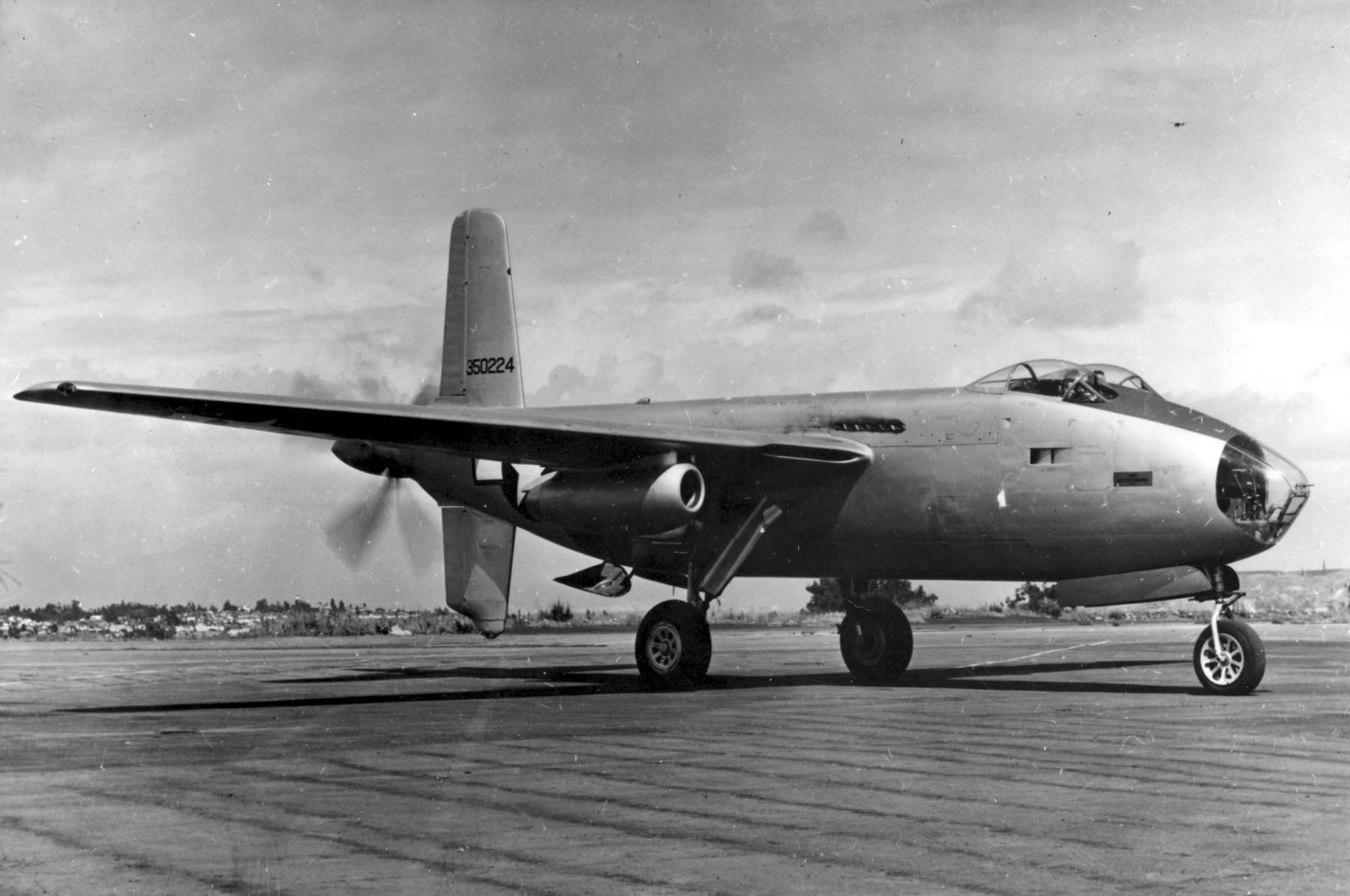
Un'altra vista della versione XB-42A

- XB-42: due esemplari costruiti, numeri di serie 43-50224 e 43-50225. Il secondo esemplare venne modificato nella cabina di pilotaggio, per la quale venne abbandonata la soluzione del doppio cupolino. Questo esemplare andò distrutto in un incidente di volo.
- XB-42A: l'esemplare superstite venne modificato mediante l'installazione di due turbogetti Westinghouse 19B-2 da 7,1 kN di spinta che andavano ad aggiungersi ai due motori a pistoni in fusoliera[4].